# Gennadij Sarafanov
Gennadij Vasiljevič Sarafanov rusky Сарафанов, Геннадий Васильевич , (*1. ledna 1942 vesnice Siněnkije, Saratovská oblast SSSR – † 29. září 2005 Ščolkovo, Rusko ) byl sovětský vojenský letec a kosmonaut ruské národnosti.

## Život
V Saratově absolvoval Střední školu č.16 , ukončil ji v roce 1959. Ve 14 letech vstoupil do Komsomolu a v 21 letech do Komunistické strany SSSR. Po střední škole byl rok na vojenském učilišti Pribaltika a v letech 1960 - 1964 vystudoval Balašovské vyšší letecké učiliště a stal se vojenským pilotem z povolání. Na svůj let čekal devět let. Měl letět původně na vojenskou stanici Almaz, pak na Saljut 2, pak se Sojuzem 14. Dočkal se v roce 1974 se Sojuzem 15.

## Let do vesmíru
V roku 1974 z Bajkonuru odstartoval na Sojuzu 15 na oběžnou dráhu. Na palubě s ním letěl Ďomin. Dolů se vrátili už po dvou dnech, když na oběžné dráze prováděli různé manévrovací operace, k orbitální stanici Saljut 3 se však nepřipojili, protože jim selhal automatický systém Igla. Přistáli s kabinou na padácích 48 km na JZ od města Celinograd..
- Sojuz 15 (26. srpen 1974 – 28. srpen 1974)

## Po vesmírné misi
Vícekrát do vesmíru neletěl, ač měl, jeho lety však zrušili. V roce 1978 ukončil Vojenskou leteckou akademii J.A.Gagarina v Moskvě jako kandidát technických věd. V roce 1990 získal hodnost plukovníka. Pak přešel na civilní zaměstnání, mj.pracoval na radnici v Ščolkovu jako místopředseda. Zemřel na pooperační komplikace ve svých 63 letech. Byl ženatý, manželka také pracovala ve Hvězdném městečku.